# کاوش یک امپراتوری: ایران هخامنشی در بلندمدت
کاوش یک امپراتوری: ایران هخامنشی در بلندمدت (به انگلیسی: Excavating an Empire: Achaemenid Persia in Longue Durée) کتابی است به نوشته پانزده تاریخ‌دان و باستان‌شناس برجسته در زمینه ایران هخامنشی. این کتاب توسط تورج دریایی، علی موسوی و خداداد رضاخانی ویراستاری شده‌است. این کتاب، در سال ۲۰۱۴ به وسیلهٔ انتشارات مزدا به چاپ رسید.

## فصل بندی

### بخش اول: تاریخ
چهار مقاله نقش امپراتوری هخامنشیان را در تاریخ جهانی روشن می‌کنند. این نقش در کنترل ابزار تولید قلمروها بررسی می‌شود و همچنین ایدئولوژی امپراتوری که در شخص داریوش کبیر نمود پیدا می‌کند.
- تورج دریایی و خداداد رضاخانی: امپراتوری هخامنشی در مفهوم تاریخ جهان (۵۵۰-۳۳۰ پ. م)
- کلاریس هرنسمیت: تخصیص امپراتوری و جنبه‌های سیاسی داریوش اول به استناد اثرش در فارسی باستان
- مارک جان البریخ: تحسینگر راه‌های ایرانی: اصلاحات اسکندر مقدونی در پارت (هیرکانیا) و میراث ایرانی
- متیو واترز: داریوش اول: نهمین پادشاه

### بخش دوم: باستان‌شناسی و فرهنگ مادی
منظور از فرهنگ مادی، تأثیرات فرهنگی بر اشیاء و محیط مادی مانند ساختن ظروف و معماری است. انتخاب رنگ‌ها و اشکالی که تحت تأثیر یک دوره فرهنگی هستند. شش مقاله این عرصه را در برمی‌گیرد و به موضوعاتی نظیر معماری، مسکوکات (ضرب سکه)، آب‌شناسی و جغرافیا می‌پردازند.
- کامیار عبدی و محمدتقی عطایی: ایرانیان ساکن انشان در دوران پیش از امپراتوری: برخی مشاهدات مقدماتی
- پیرفرانسسکو کالیری: میراث فرهنگی اشرافی فارس در دوران هلنی‌گری
- (به انگلیسی: A. Gariboldi): سکه‌های هخامنشی: سکه‌های پادشاهی و ساتراپی
- دنیل پاتس: سفر دریایی به پاسارگاد
- (به انگلیسی: A. Tourovetz): موشکافی معماری کاخ هخامنشی: رویکرد به مشکل ریشه آن
- برونو جنیتو (به انگلیسی: B. Genito): دورنما، منابع و بقایای معماری باستانی دوران هخامنشی در سیستان: دهانه غلامان

### بخش سوم: دین و فرهنگ
سه مقاله این موضوع را دربرمی‌گیرند و در آخرین مقاله، تصویر پارسیان در نگاه غربی است که مروری بر سینمای هالیوودی و بازیگری امپراتوری کهن ایران در آنها، حسن ختام کتاب است.
- بروس لینکلن (به انگلیسی: B. Lincoln): اجداد، جسدها، شاهان و سرزمین: سازه نمادین ایران و هندوستان باستان
- آنتونیو پانائینو: قدرت هخامنشی بین تساهل و اقتدارگرایی: ممکن است یا نه؟ مقایسه با پدیده مدرن
- (به انگلیسی: J. Rose): ممتاز در روان و شریف در ابهت: متون معاصر مرتبط با افکار و رفتار هخامنشیان

### بخش چهارم: یادآوری هخامنشیان
- (به انگلیسی: W. Soward): ایران باستان در سینما